# 吴世安 (1911年)
吴世安（1911年11月—1984年8月4日），男，湖北黄安人，中华人民共和国军事人物，中国人民解放军开国少将。

## 生平
出生于湖北黄安（今河南新县）箭厂河乡箭厂河村。1927年参加“三堂革命红学”和“黄麻起义”。1928年加入中国共产主义青年团，1929年参加中国工农红军，同年转入中国共产党。1932年跟随中国工农红军第四方面军撤离鄂豫皖革命根据地，开始长征。抗日战争期间，先后隶属于八路军一一五师、新四军第二师、第五师。解放战争时期，任陕南军区第一军分区司令员，曾参与1946年中原突围，后编入晋冀鲁豫野战军十二纵队。
中华人民共和国成立后任中国共产党武汉市委员会监察委员会副主任、湖北省公安总队队长、中国人民解放军武汉军区公安军司令员、中国人民解放军湖北省军区副司令员兼武汉卫戍区司令员、湖北省军区司令员、武汉军区副参谋长、军区顾问。1955年，授予中国人民解放军少将。
1984年8月4日在武汉病逝。

## 荣誉
获中华人民共和国一级八一勋章、一级独立自由勋章、一级解放勋章。